# James Robertson (Automobilhersteller)
James Robertson war ein britischer Automobilhersteller, der 1915–1916 in Manchester ansässig war.
Der Robertson war ein Cyclecar, das von einem V2-Motor von J.A.P. mit 8 bhp (5,9 kW) Leistung angetrieben wurde.